# Ben Templesmith
Ben Templesmith (nascido em 7 de Março de 1978) é um artista comercial australiano mais conhecido pelo seu trabalho na indústria de revistinhas nos Estados Unidos. O seu trabalho mais conhecido é "Fell", escrito por Warren Ellis e publicado pela Image Comics, onde ele ajudou a criar um novo formato de histórias em quadrinhos, e "30 Days of Night", escrito por Steve Niles e publicado pela IDW Publishing, o que provocou uma guerra de lances entre estúdios cinematográficos para ter os direitos de fazer um filme a respeito, quando a história foi planejada pela segunda vez com o trabalho gráfico de Templesmith. Além de ser nomeado para vários Prêmios Eisner por três anos consecutivos em seu trabalho em histórias em quadrinhos, ele também criou capas de livros, pôsteres de filmes, cartas de jogos, e outros tipos de trabalhos conceituais para filmes.

## Trabalhos atuais
Atualmente, Templesmith está trabalhando junto com o bem conhecido escritor britânico de quadrinhos Warren Ellis em "Fell" na Image Comics, como uma experiência de um formato novo de histórias em quadrinhos que estará sendo lançada nos mercados estadunidenses. Ele também está escrevendo e desenhando a sua própria série chamada de Wormwood: Gentleman Corpse na IDW Publishing e está há muito tempo associado a outros diversos projetos na editora, como Singularity 7, Tommyrot: The Art of Ben Templesmith e Conluvio: The Art of Ben Templesmith, Vol. 2. Ele está fazendo ainda a capa da série Oni Press, Wasteland.

## Trabalhos principais

### Histórias em quadrinhos
- Hellspawn (2002; artista; Image Comics)
- 30 Days of Night (2002; co-criador e artista; IDW Publishing)
- Dark Days (2003; co-criador e artista; IDW Publishing)
- Criminal Macabre (2003; artista; Dark Horse Comics)
- 30 Days of Night: Return to Barrow (2004; co-criador e artista; IDW Publishing)
- Singularity 7 (2004; criador, escritor e artista; IDW Publishing)
- Blood-Stained Sword (2004; co-criador e artista; IDW Publishing)
- Silent Hill comics (2004; artista; IDW Publishing)
- 30 Days of Night: Bloodsucker Tales (2004-2005; co-criador e artista; IDW Publishing)
- Hatter M (2004-2006; artista; Image Comics)
- Shadowplay #1-4 (2005; co-criador e artista; IDW Publishing)
- Fell (2005-present; co-criador e artista; Image Comics)
- Wormwood: Gentleman Corpse (2006-presente; criador, escritor e artista; IDW Publishing)
- 30 Days of Night: Red Snow (2007; criador, escritor e artista; IDW Publishing)

### Manuais de jogos
- Nomads (2004; artista; White Wolf Game Studio)

### Capas de livros
- Tommyrot: The Art of Ben Templesmith (IDW Publishing)
- Conluvio: The Art of Ben Templesmith, Vol. 2 (IDW Publishing)